# Pippi Langkous (film uit 1997)
Pippi Langkous (Originele titel: Pippi Longstocking) is een Canadese/Duitse/Zweedse animatiefilm uit 1997. De film is gebaseerd op de eerste twee Pippi Langkous-boeken. De film dient als een pilot op de animatieserie Pippi Langkous. De eerste afleveringen van die animatieserie volgen in grote lijnen die van de film, maar de uitvoering is anders waardoor de film en de televisieserie zich afspelen in verschillende, fictieve universa. In 1999 kwam er een compilatiefilm uit op basis van de drie afleveringen van die animatieserie genaamd Pippi Longstocking's Adventures on the South Seas wat het vervolg hierop is aangezien die afleveringen gebaseerd zijn op het derde boek. Het Canadese bedrijf Nelvana is de hoofdproducent van zowel de films als de televisieserie. Melissa Altro spreekt de originele Engelstalige stem in van Pippi Langkous.

## Verhaal
In het begin zien we dat het meisje Pippi Langkous samen met haar paard, haar aapje, haar vader en de bemanning van haar vader's schip de wereld rondreist. Die nacht wordt Pippi wakker gemaakt door meneer Nilsson, haar aapje, dat bang is van de bliksem. Het schip blijkt in een zware storm terechtgekomen te zijn en Pippi besluit haar vader en zijn bemanning te helpen. Tijdens die storm gaat kapitein Langkous overboord door een golf, maar de bemanning kan niet ingrijpen omdat het schip anders zal zinken. Pippi probeert hem te redden, maar verdrinkt hierbij bijna. Ze wordt echter gered door de stuurman Fridolf. Kapitein Langkous roept dat ze elkaar weerzien in het huis van kapitein Langkous Villa Kakelbont.
Villa Kakelbont ligt in een klein dorp. De bemanning van haar vader zet Pippi, haar paard en haar aapje af in het dorp waarna ze weggaan op zoek naar Pippi's vader. De stuurman Fridolf geeft haar nog een zak met goud van haar vader zodat ze genoeg geld heeft in afwachting van haar vader. Wanneer Pippi aankomt, begint ze het huis schoon te maken en gooit ze het geld in een schatkist gevuld met goud. Intussen vervelen de kinderen aan de overkant, Tommy en Annika, zich elke dag omdat ze niemand om mee te spelen hebben. Ze kunnen alleen maar croquet spelen. Vervolgens ontmoeten ze hun nieuwe buurmeisje Pippi Langkous, haar aapje en haar paard. Ze zijn verbaasd wanneer ze Pippi haar eigen paard zien optillen. De lokale invloedrijke maatschappelijk werkster tante Pastellia komt echter tussenbeide en stuurt Tommy en Annika weg omdat ze zich niet keurig gedroegen. Pippi nodigt haar binnen uit, maar tot tante Pastellia's ontzetting woont Pippi zonder ouders of volwassenen. Ze dringt vervolgens dat Pippi verhuist naar een kindertehuis. Pippi ziet dat niet zitten omdat haar paard en haar aapje daar niet mogen wonen. Vervolgens vraagt tante Pastellia waar ze het geld vandaan gaat halen om alleen te wonen waarna Pippi haar volle schatkist laat zien. Tante Pastellia wandelt vervolgens recht naar het lokale politiekantoor met twee agenten genaamd Kling en Klang die toevallig een tweeling zijn. Intussen zien we in de cel daar twee bandieten genaamd Thunder-Karlsson en Bloom die ervan dromen om rijk te zijn. Tante Pastellia loopt het politiekantoor binnen en klaagt luidkeels over Pippi Langkous. Het is een rijk, klein meisje dat helemaal alleen woont in Villa Kakelbont dat zelfs de deuren niet eens op slot doen. Ze beveelt aan de agenten om Pippi in een kindertehuis te steken of anders verliezen ze hun baan. De twee boeven horen dit alles vanuit hun cel en besluiten om te ontsnappen en Pippi te gaan beroven.
Tommy en Annika kunnen op een dag niet spelen met Pippi omdat ze naar school gaan. Pippi is nog nooit naar school geweest, maar besluit vervolgens om toch naar school te gaan waar de lerares haar tevergeefs probeert de tafels van vermenigvuldiging bij te brengen. De kinderen zijn dol op Pippi, maar de lerares waarschuwt haar dat ze zich moet gedragen als ze naar school komt. Wanneer Pippi, Tommy en Annika naar huis wandelen, zien ze dat het circus in hun dorp is. Tommy en Annika vinden dit leuk, maar Pippi heeft nog nooit van een circus gehoord. Vervolgens besluit om naar het het theekransje van Tommy en Annika hun moeder te gaan. Op dat theekransje zijn tante Pastellia en 2 andere vrouwen te gast maar Pippi stuurt het hele theekransje onbedoeld in de war onder andere door haar enorme kracht waarna tante Pastellia en de twee andere vrouwen vertrekken. De moeder van Tommy en Annika waarschuwt Pippi dat ze niet meer mag komen als ze zich niet beter gedraagt. 's Nachts is Pippi bedroefd en besluit ze haar vader zijn geld te tellen. Intussen ontsnappen de twee boeven echter uit hun cel. De boeven komen binnen wanneer Pippi haar goud telt en krijgen te horen dat een zekere meneer Nilsson boven is. Dus besluiten ze om de volgende nacht terug te komen niet wetende dat meneer Nilsson een aapje is. De volgende dag gaan de agenten langs bij Pippi, maar zij vertelt wat er gebeurde toen tante Pastellia hier was en de agenten besluiten om Pippi gerust te laten tot onvrede van tante Pastellia. Die avond proberen Pippi en meneer Nilsson eens dans genaamd de schottische te leren. De boeven zien de schaduw van meneer Nilsson en besluiten te wachten met inbreken totdat ze slapen. Ze sluipen vervolgens binnen, maar worden betrapt door Pippi waarna ze tot de ontdekking komen dat meneer Nilsson een aapje is. De twee boeven krijgen vervolgens de zware schatkist niet eens van de grond en slepen het naar de deur totdat ze verbaasd toezien hoe Pippi de kist optilt met één hand en het terug in de woonkamer zet. Ze besluiten om een list te gebruiken en Pippi vraagt om haar de schottische te leren. De ene boef danst met haar en de andere speelt muziek terwijl hij goud uit de schatkist in zijn jas steekt. Pippi schudt het echter uit zijn jaszakken en danst met beide totdat de boeven uitgeput op de grond neervallen. Hierna vluchtten de boeven het huis uit.
De volgende dag komen de boeven terug wanneer Pippi met Tommy en Annika naar het circus gaat. Ze lopen echter tante Pastellia tegen het lijf die op zoek is naar Pippi. Tante Pastellia begrijpt niet waarom ze vrijgelaten zijn en ondervraagt ze. De boeven bieden vervolgens hun diensten aan om Pippi in een kindertehuis te krijgen. In het circus blijkt Pippi sterker te zijn dan de krachtpatser van het circus en de boeven proberen Pippi tevergeefs mee te nemen. Tante Pastellia stuurt ze dan achter Pippi aan en stuurt de twee agenten op de boeven af waarna zij ook de achtervolging inzet. De boeven geven echter op om het goud in Pippi's huis te halen, maar Pippi had overal vallen gezet waarna ze vluchten en opgepakt worden door de agenten. Vervolgens wil een woedende tante Pastellia Pippi onmiddellijk in een kindertehuis steken, maar opeens komt kapitein Langkous en zijn bemanning aan in Villa Kakelbont. Een dag later gaan Pippi, haar dieren, haar vader en de bemanning wegvaren op de boot waardoor Tommy en Annika verdrietig zijn. Pippi besluit vervolgens om toch in Villa Kakelbont te blijven samen met haar paard en haar aapje.

## Stemverdeling
| Acteur           | Nederlandse stem  | Personage                          |
| ---------------- | ----------------- | ---------------------------------- |
| Melissa Altro    | Mieke Laureys     | Pippi Langkous                     |
| Noah Reid        | Damien Hoop       | Tommy Settegren                    |
| Olivia Garratt   | Caro Lenssen      | Annika Settegren                   |
| Catherine O'Hara | Renée Soutendijk  | tante Pastellia                    |
| Gordon Pinsent   | Jan Decleir       | Kapitein Efraim Langkous           |
| Dave Thomas      | Ernst Daniël Smid | Thunder-Karlsson, een bandiet      |
| Wayne Robson     | Frans van Deursen | Bloom, een bandiet                 |
| Karen Bernstein  | Sylvia Millecam   | mevrouw Settegren                  |
| Martin Lavut     | Koen Van Kaam     | meneer Settegren                   |
| Carole Pope      | Martine Sandifort | de lerares                         |
| Rick Jones       | Chiel van Berkel  | agent Kling                        |
| Phillip Williams | Ernst Löw         | agent Klang                        |
| Richard Binsley  |                   | Mr. Nilsson, het aapje             |
| Chris Wiggins    | Marc Heyndrickx   | Fridolf, de stuurman van het schip |

## Achtergrond

### Productie
In 1992 stelde het Canadese bedrijf Nelvana aan Astrid Lindgren voor om een animatiefilm en animatieserie over Pippi Langkous te maken. In de jaren 90 brak digitale animatie door met films zoals Toy Story, maar Nelvana wilde niet dat traditionele animatie hierdoor vervangen wordt. Dus werd deze film toch met traditionele animatie gedaan. In 1997 breidde Nelvana uit waardoor de afdelingen Animated Television Production, Domestic Production, 3-D Animation Production en Feature Film Production ontstonden. De laatste afdeling kondigde aan elk jaar een langspeelfilm te maken zoals deze film die dat jaar uitkwam. Het animeren zelf duurde van 15 juli 1996 tot halverwege 1997 nadat Lindgren het script goedkeurde.

### Muziek
De soundtrack werd gecomponeerd door de Zweedse filmcomponist Anders Berglund en de Canadese filmcomponisten Asher Ettinger en Tony Kosinec. Het album werd uitgebracht op 3 oktober 1997. Hieronder volgen de nummers.
1. "What shall i do today" (gezongen door Pippi en de bemanning van het schip)
2. "Hey-ho, i'm pippi"(gezongen door Pippi)
3. "Recipe for life"(gezongen door Pippi, Tommy en Annika)
4. "A bowler and a new gold tooth"(gezongen door Thunder-Karlsson en Bloom)
5. "Pluttifikation"(gezongen door Pippi, de lerares, Tommy, Annika en de rest van de klas)
6. "The schottish"(Geen zang, maar Pippi, Thunder-Karlsson en Bloom dansen)
7. "What shall i do today" (herneming in de aftiteling) (gezongen door Pippi en de bemanning van het schip)
8. "Hey-ho, i'm pippi" (herneming in de aftiteling) (gezongen door Pippi)
9. "Pluttifikation" (herneming in de aftiteling) (gezongen door Pippi, de lerares, Tommy, Annika en de rest van de klas)

### Homemedia
De film verscheen op VHS op 25 november 1997. Op 2 augustus 2005 verscheen de film op dvd.

## Adaptaties

### Televisieserie: Pippi Langkous (1997-1998)
Pippi Langkous (Originele titel:Pippi Longstocking) is een Canadese/Duitse/Zweedse animatieserie dat gebaseerd is op Pippi Langkous van Astrid Lindgren. De serie is gebaseerd op deze film. De eerste aflevering van de televisieserie verscheen in Canada op 17 oktober 1997. De serie had tot twee seizoenen en eindigde in 1998. Melissa Altro spreekt ook daar de originele Engelstalige stem in van Pippi Langkous.

### Film: Pippi Longstocking's Adventures on the South Seas (1999)
Pippi Longstocking's Adventures on the South Seas (Nederlands: Pippi Langkous: Het Avontuur Op De Zuidzee) is een   Canadese/Duitse/Zweedse animatiefilm uit 1999. De film is gebaseerd op het derde Pippi Langkous-boek waardoor het het vervolg is op deze film dat gebaseerd is op de eerste 2 boeken. Deze film is een compilatiefilm op basis van 3 afleveringen van bovenstaande animatieserie. Melissa Altro spreekt opnieuw de originele Engelstalige stem in van Pippi Langkous.

## Prijzen en nominaties
| Jaar | Prijs                                               | Categorie     | Uitslag     |
| ---- | --------------------------------------------------- | ------------- | ----------- |
| 1998 | Festival international du film d'animation d'Annecy | Feature films | Genomineerd |